# 昭憲皇太后
昭憲皇太后（しょうけんこうたいごう、1849年5月9日〈嘉永2年4月17日〉- 1914年〈大正3年〉4月9日）は、日本の第122代天皇・明治天皇の皇后。諱は勝子（まさこ）、のちに美子（はるこ）。お印は若葉。旧名は一条 美子（いちじょう はるこ）。
欧州の王侯貴族・貴婦人と対峙できるよう近代女子教育を振興し、社会事業の発展、国産の奨励等に尽力した。皇后として史上初めて洋装をした。明治天皇崩御に伴い皇太后となり、1914年（大正3年）崩御（64歳）。嫡妻として明治天皇の側室（柳原愛子）が生んだ嘉仁親王（大正天皇）を養子とした。

## 生涯

### 誕生から成婚、皇后立
嘉永2年（1849年）4月17日、従一位左大臣・一条忠香の三女として誕生。生母は側室の新畑民子。右大臣・一条実良（1835－1868年）の妹。徳川慶喜の婚約者であった千代君、疱瘡のため千代君に代わって慶喜に嫁いだ美賀子とは、義理の姉妹にあたる。
当初の名前は勝子（まさこ）。通称は富貴君（ふきぎみ）、富美君（ふみぎみ）など。安政5年（1858年）6月、皇女富貴宮の諱を避けるため、寿栄君（すえぎみ）と改名した。
美子の父である左大臣一条忠香は、天皇の御深曽木の儀の際に整髪の御役を務めた人物であり、早くから才女として知られた美子は、慶応3年（1867年）に皇后に内定していた。一条邸の跡地には今も美子皇后ご生誕の御産所跡が残されている。
慶応3年6月28日（1867年7月29日）、新帝明治天皇（第122代天皇）の女御に治定。伏見宮家の縁故で、女流漢学者で勤王論者の若江薫子が家庭教師として忠香の娘たちの養育に携わっていたが、「女御を一条家から出すのに際し、薫子は姉を差し置いて妹の寿栄君を推薦した」と言われている。
明治元年12月26日（1869年2月7日）、美子（はるこ）と改名し、従三位に叙位。同月28日（1869年2月9日）入内して次のような女御の宣下を蒙り、即日、皇后に立てられた。
この際、天皇より3歳年長であることを忌避して、公式には嘉永3年（1850年）の出生とされた。当初、中世以来の慣行に従って中宮職を付置され、中宮と称されたが、翌年、中宮職が皇后宮職に改められ、称号も皇后宮（こうごうぐう）と改められた。この時を最後に、中宮職は廃止され、中宮の称号も絶えた。
- 聖徳記念絵画館壁画『皇后冊立』（菅楯彦筆、大阪市奉納）。明治元年12月28日（1869年2月9日）、皇后冊立のため一条美子（後の昭憲皇太后）が乗る檳榔毛車が玄輝門を経て京都御所内の飛香舎に到着した光景。車を引く先頭左の人物は右近衛権少将六条有義、先頭右の人物は右近衛中将園基祥[3]
- 1872年（内田九一撮影）

### 富岡製糸場行啓

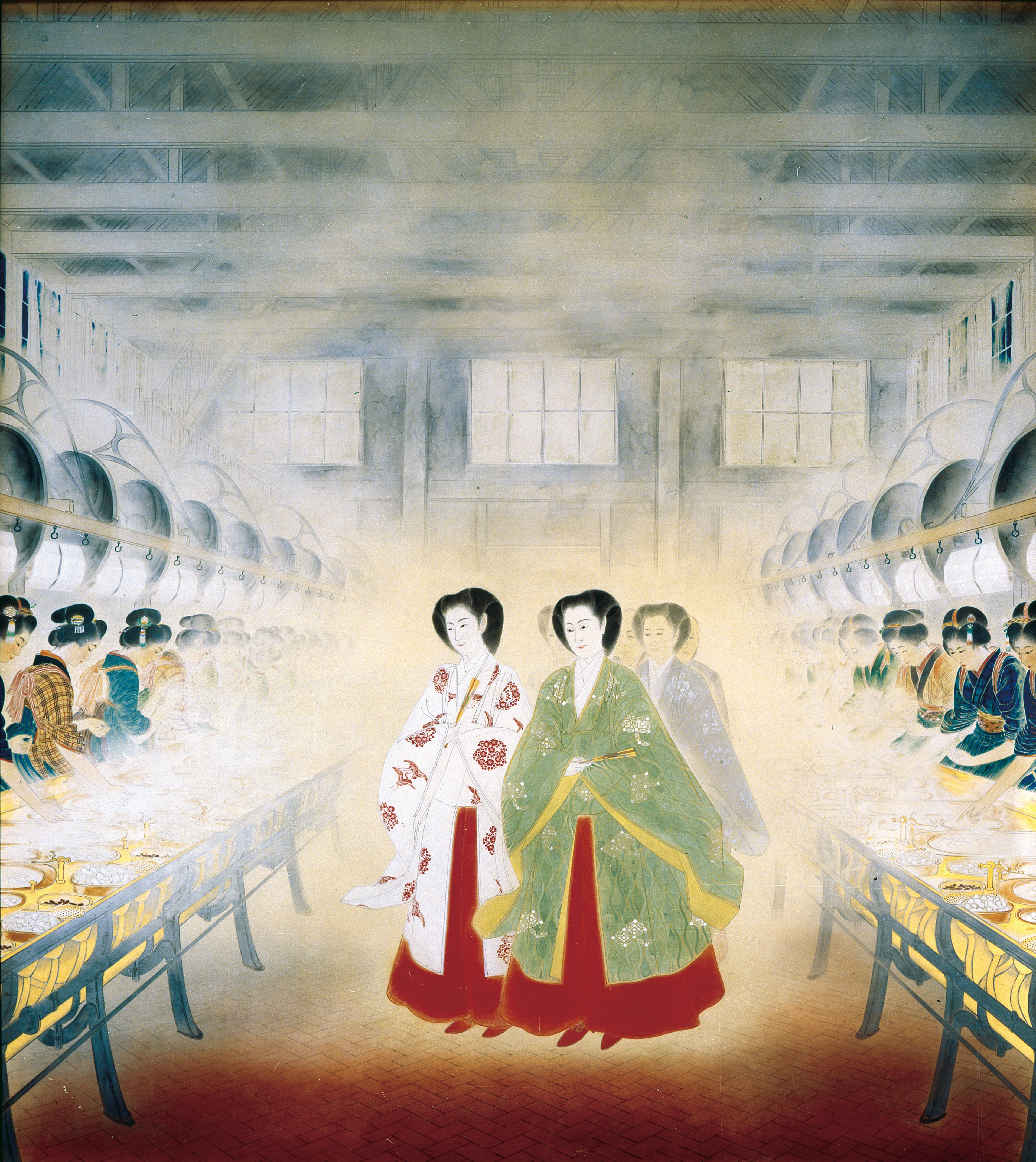
聖徳記念絵画館壁画『富岡製糸場行啓』（荒井寛方筆）美子皇后（左）と英照皇太后（右）が工女たちの作業をご覧になっている場面。工女たちは糸車を使って繭玉から生糸を紡いでいる。

明治6年6月19日には美子皇后と英照皇太后（孝明天皇准后）が群馬県の富岡製糸場視察のために皇居を出発、道中大雨により一時滞留したが、24日には富岡製糸場に行啓。富岡製糸場は明治5年にフランスから輸入した機械と蒸気機関を導入して操業した官営製糸場であり、全国から応募した士族の娘など500人ほどが工女として働いていた。ここで技術を習得した工女たちは日本各地の製紙工場に技術を広め、日本の機械製糸業の発展に寄与した。製糸場を視察した皇后は「いと車とくもめくりて大御代の富をたすくる道開けつゝ」（糸車が早く回れば回るほど多くの生糸が紡ぎあげられ、この明治の御代の産業が興り、我が国は富を増やす道が開けるのです）という和歌を詠んでいる。また皇后と皇太后は東京への還幸に際して埼玉県の養蚕農家にも立ち寄っている。

### 皇后の洋装化
井上馨外相の欧化政策の頃、女性の洋装化が進んだ。天皇はじめ男性の洋装化は、欧化政策が始まる前から、各行事の西洋化などに伴って急速に進行したが、女性の洋装化は遅れた。宮中についていえば、明治に入ってから長らく女性の参朝時の制服として定められていたのは「袿袴」（平安時代から宮中で着用されてきた小袿姿を簡略化して動きやすくしたもの）だったが、明治17年（1884年）に宮内卿に就任した伊藤博文は天皇は洋装、皇后は和装というアンバランスな状態に不満で、皇后宮大夫香川敬三を通じて皇后に洋装の説得にあたった。皇后は「国ノ為メナレハ何ニテモ可致」と述べていたが、天皇が「ナラヌ」と述べて退けた。天皇は宮中を完全に西洋化させることにはしばしば反対を示した。
天皇の反対のために皇后洋装化はなかなか実現できず、明治19年（1886年）5月19日の宮中正餐の段階でも皇后はまだ和装だった。しかし6月23日にようやく天皇のお許しがおり、皇后の洋服着用が決定した。皇后は7月30日の華族女学校行啓に際してはじめて洋装を着用した。これを境に皇后だけでなく、女官も洋装が目立つようになった。当時の宮中はファッションリーダーでもあり、皇后はじめ宮中の女性たちが洋装化することで、社会に伝播し、日本人女性の洋装化は進んでいった。
皇后は女子の洋装化について思召書を出して次のように論じている。昨今の日本女子の和装は、南北朝時代以降の戦乱期が残した悪しき名残であり、今日の文明の世に適していないばかりか、古代の日本女子の服制とも全く異なるものである。欧州服装のように身体に纏う衣と、腰から下につける裳の両方そろっているものが、古代日本の旧来の服制である。よって女性服装の西洋化は実に日本の伝統に合致するのである。
皇后がこうした思召書を出したのは、当時宮中の洋装化に反対する意見も多かったためである。東京大学医学部教授で皇室の侍医をしていたお雇い外国人のエルヴィン・フォン・ベルツもその一人で、彼は伊藤博文に「洋服は日本人の体格を考慮して作られたものではないし、衛生上からも婦人には有害である。なにしろコルセットの問題があり、また文化的・美学的見地からはお話にならない」と進言したが、伊藤は「ベルツさん、あんたは高等政治の要求するところを、何もご存じないのだ。もちろん、あんたの言ったことはすべて正しいのかもしれない。だが、我が国の婦人連が日本服で姿を見せると『人間扱い』されないで、まるで玩具か飾り人形のように見られるんでね」と答えている。坂本一登はこの伊藤の発言に注目し、「一国を象徴する皇后の身体表現は、国内向けにあるべき行為の模範を示すとともに、国際政治とも密接に絡み合っていた。すなわちここには、日本が西洋列強の文化人類学的興味の対象となることを拒否し、対等な文明国として扱われることを主張する、切実で断固とした意思表示が存在しているのである」と論じている。
また洋装になった頃から皇后の政治的役割も変化し、従来は関与しなかった男性的な分野にも関わっていくことが増えた。顕著なのは軍事分野である。明治19年11月26日には洋装の皇后が天皇に随って神奈川県長浦を行啓し、巡洋艦「浪速」「高千穂」に試乗し、機砲発射などの海軍演習を観覧している。さらに水雷試験場では魚形射も観覧している。皇后はここで「水雷火を」と題した「事しあらば みくにのために 仇波の よせくる船も かくやくだかむ」という一首を詠んでいる。皇后が軍事的な和歌を詠むのはこれが初めてであった。
和装から洋装に変わる美子皇后
- 聖徳記念絵画館壁画『華族女学校行啓』（跡見泰筆、常磐会奉納）明治18年（1885年）11月13日に華族女学校を行啓した際の美子皇后（壇上）。いまだ和装である。答辞を朗読している男性は校長谷干城、窓際の黄緑色の和装の女性は学校幹事下田歌子[11]。
- 聖徳記念絵画館壁画『東京慈恵院行啓』（満谷国四郎筆、東京慈恵院奉納）明治20年（1887年）5月9日、東京慈恵院に行啓した洋装の美子皇后（中央）。同院は、明治15年に皇室より下賜された運営基金や上流階級の婦人で組織される「婦人慈善会」の福祉バザーの売上金等で運営された貧しい人々の医療を行う為の慈善病院である。皇后は大正2年に至るまで毎年行啓した[12]。ベッドの患者の子供に玩具を渡しているのは有栖川宮熾仁親王御息所董子妃。皇后の左の供奉している男性は皇后宮大夫香川敬三[13]。
- 聖徳記念絵画館壁画『赤十字社総会行啓』（湯浅一郎筆、日本赤十字社奉納）明治35年（1902年）10月21日に上野公園で開催された日本赤十字社第11回総会に行啓した純白の西洋ドレスを身に包む美子皇后（壇上）。皇后の前方に直立するのは小松宮彰仁親王。手前は大臣（右）や外国の使臣（左）ら[14]。

### 皇太后時代
1912年（明治45年）7月30日、明治天皇が崩御し、皇太子嘉仁親王の践祚および皇太子妃節子の立后と同時に皇太后となった。
1914年（大正3年）4月9日午前2時10分、沼津御用邸にて狭心症のため崩御。公式には4月11日同時刻。丸2日ずらされたのは、当時の収賄で司直の手が及びかけていた宮内省内蔵頭である宮内大臣渡辺千秋を急遽更迭させるための措置であった。
同年5月9日、宮内省告示第9号により「昭憲皇太后（しょうけんこうたいごう）」と追号され、翌年5月1日に、夫の明治天皇と共に明治神宮の祭神とされた。
陵墓は、京都府京都市伏見区にある伏見桃山東陵（ふしみももやまのひがしのみささぎ）。

## 業績
それまでの皇后は公の場に出ることも公務を担うこともなかったが、明治政府の意向で、美子皇后は欧州の皇后に倣って医療や教育の奨励活動を手掛けた。宮中顧問官として政府が雇ったドイツ貴族オットマール・フォン・モールによると、元宮廷女官だった自身の妻を皇后のもとに週一回通わせ、プロイセン王国王妃兼ドイツ皇后アウグステの活動を皇后に紹介し助言したという。美子は明治維新期の皇后として、社会事業振興の先頭に立ち、華族女学校（現：学習院女子中・高等科）や、お茶の水の東京女子師範学校（現・お茶の水女子大学）の設立、日本赤十字社の発展などに大きく寄与した。慈善事業の発展に熱心で、東京慈恵医院や博愛社（現在の日本赤十字社）の発展に貢献した。

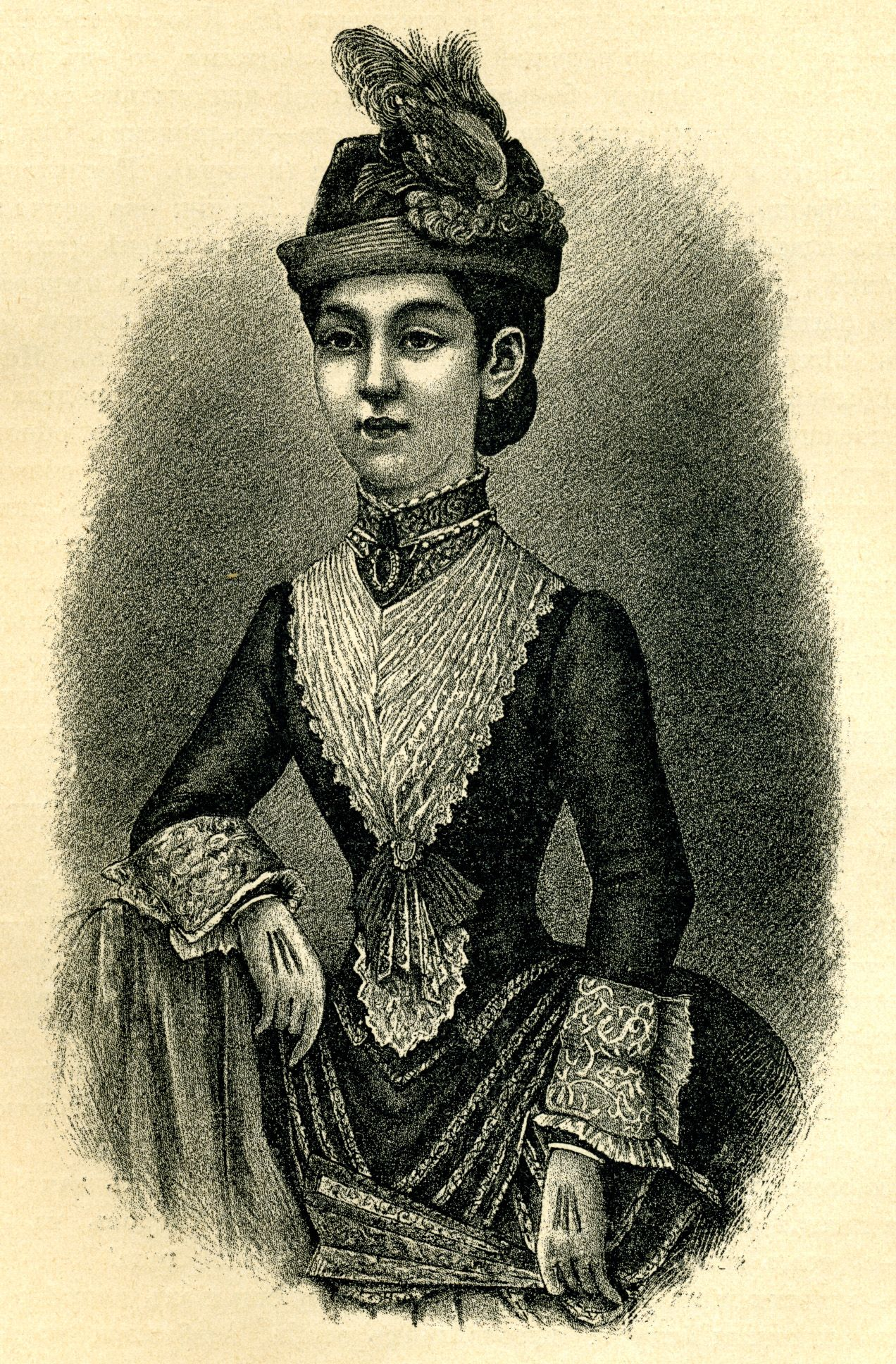
1902年（明治35年）発行、バッスルスタイルのローブ・モンタントを召して。（ロシアの日本紹介文献にて）

赤十字の日本国内における正式紋章「赤十字桐竹鳳凰章」は、紋章制定の相談を受けた際、皇后が大日本帝国憲法発布式で戴冠したパリの高級宝飾店ショーメ制作のフランス製の宝冠のデザインが、桐と竹の組み合わせで構成されていた事から、日本近代化の象徴として「これがよかろう」という自身の示唆で、さらに皇后を象徴する瑞獣である鳳凰を戴く形に決定されたという。
1912年（明治45年）、アメリカ合衆国の首都ワシントンD.C.にて第9回赤十字国際会議が開催された際、国際赤十字に対して皇后は10万円（現在の貨幣価値に換算すれば3億5000万円ともいわれる。 資金としては現在（2021年時点）のおよそ1億1400万円に相当。）を下賜した。赤十字国際委員会はこの資金を基にして昭憲皇太后基金を創設した。この基金は現在も運用されており、皇后の命日に利子を配分している。
皇后として欧化政策の先頭に立たなければならない立場を強く自覚し、1886年（明治19年）以降は、着用の衣服を寝間着を除いて全て洋服に切り替えた。洋服を率先着用した理由としてもう一つ、「上半身と下半身の分かれていない着物は、女子の行動を制限して不自由である」という皇后自身の言葉も伝えられている。
能楽、美術、工芸の発展にも心を配り、日清・日露戦争に際しては、出征軍人や傷病兵に下賜品を与え、慰問使を送った。和歌や古典文学にも造詣が深く、創作した短歌（作歌）は3万6000首に上るが、その一部は『昭憲皇太后御歌集』に見ることができる。

## 年譜・行啓歴
| 1894年（明治27年）3月9日の大婚二十五年祝典（銀婚式）の参内者へ授与された大婚二十五年祝典之章（左:男性用、右:女性用）。皇族向けの金章。 |  | 1894年（明治27年）3月9日の大婚二十五年祝典（銀婚式）の参内者へ授与された大婚二十五年祝典之章（左:男性用、右:女性用）。皇族向けの金章。 |
| 1894年（明治27年）3月9日の大婚二十五年祝典（銀婚式）の参内者へ授与された大婚二十五年祝典之章（左:男性用、右:女性用）。皇族向けの金章。 |  | |

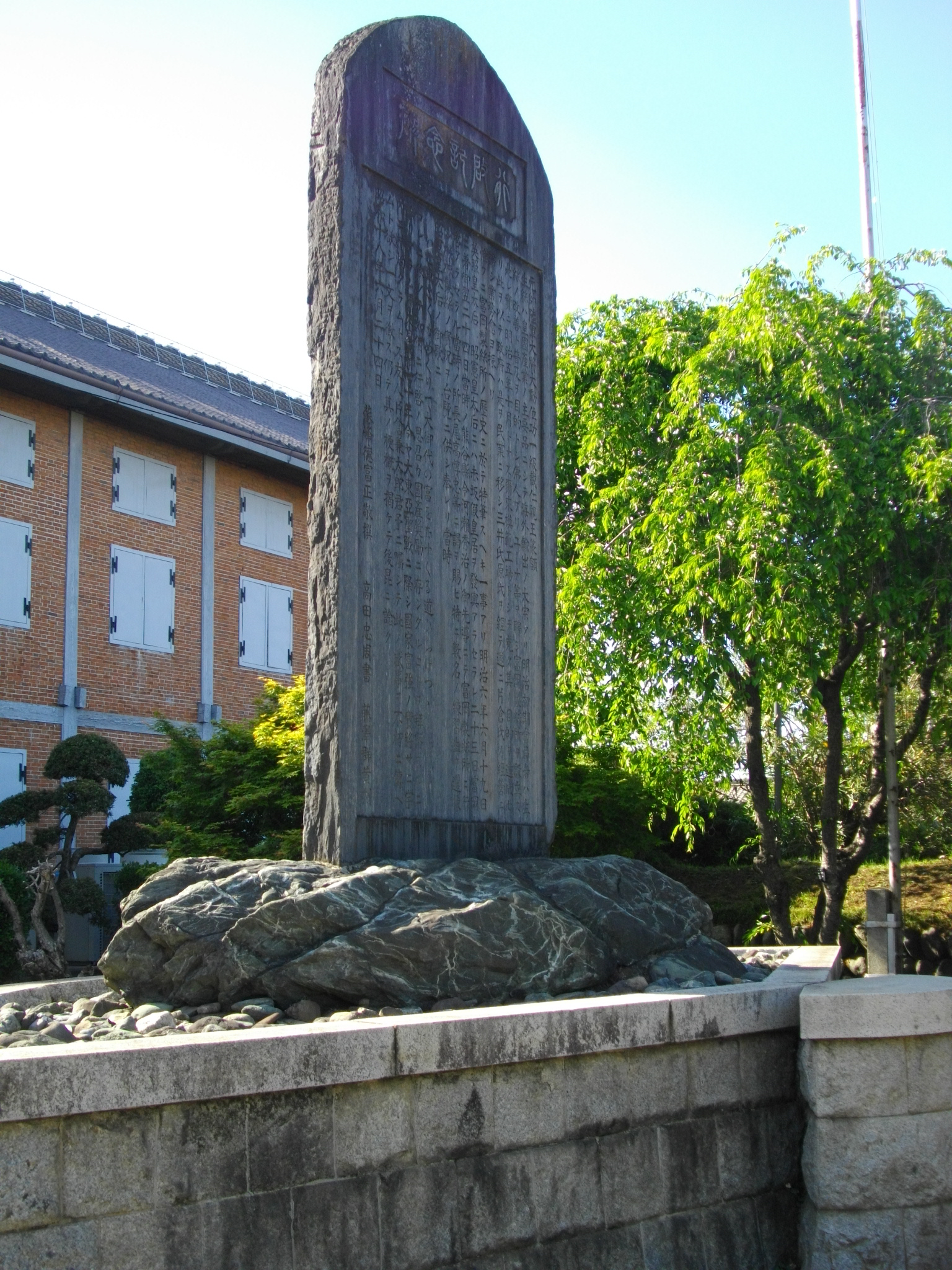
第二次世界大戦中の1943年（昭和18年）、皇后美子（昭憲皇太后）の行啓70周年を記念して建立された高さ4.6 m、幅1.86 mの富岡製糸場の行啓記念碑。

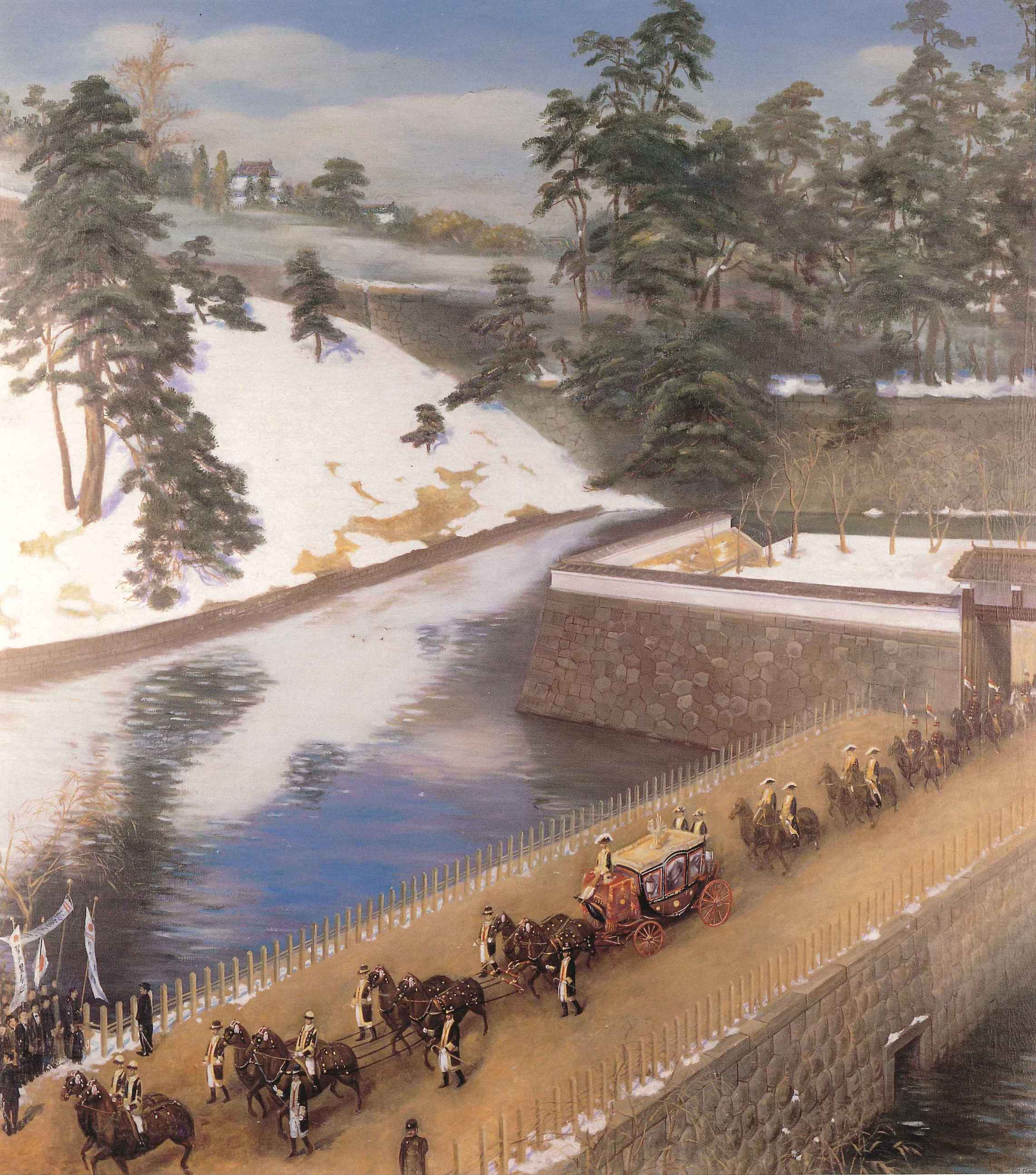
1889年（明治22年）2月12日、憲法発布祝賀会に臨御するため馬車に乗っている明治天皇と昭憲皇太后。片多徳郎画『憲法発布観兵式行幸啓』

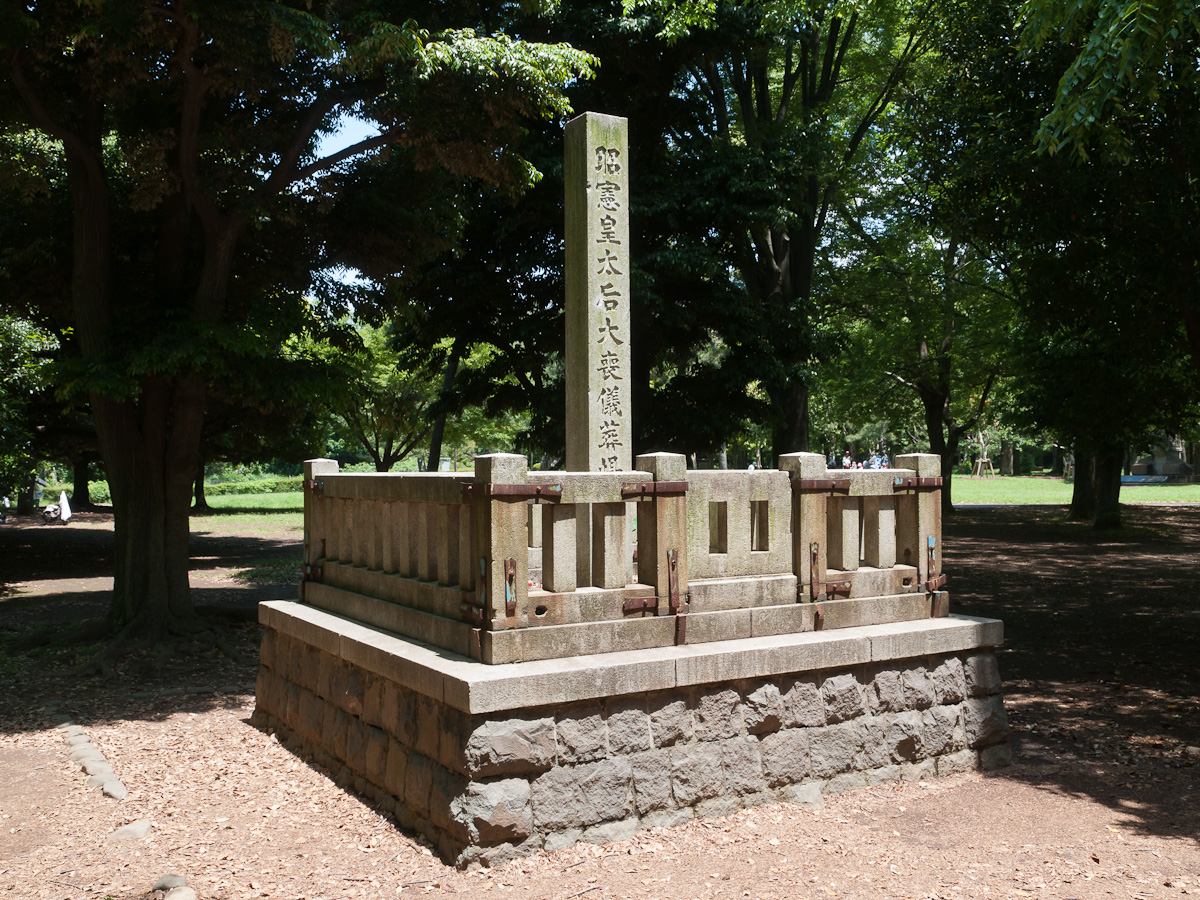
「昭憲皇太后大喪儀葬場」の碑（代々木公園内）

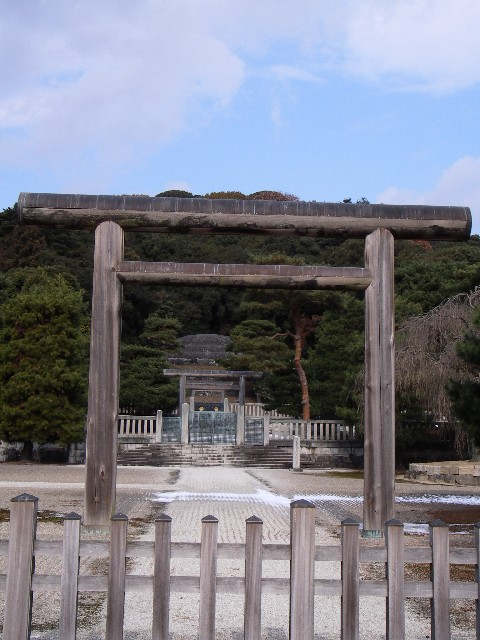
伏見桃山東陵

- 1849年（嘉永2年）5月9日、京都、一条烏丸東入・一条家 桃花殿にて生誕する。
- 1867年（慶応3年）7月29日、明治天皇の女御に内沙汰、同年に皇居に初目見えで参内する。
- 1868年（明治元年）12月28日、入内。皇后冊立。
- 1869年（明治2年）1月1日、元日節会（正月一日）・白馬節会（正月七日）・踏歌節会（正月十六日）の三節会に臨席する。
- 1871年（明治4年）8月1日、宮中大奥改革の英断をする。
- 1872年（明治5年）6月17日、箱根離宮の下温泉へ行啓する。同年7月18日に還啓。
  - 10月21日、ロシア帝国のアレクセイ皇子（英語版）を謁見する。
- 1873年（明治6年）3月、新政府令に基づき、皇后自らが黛とお歯黒をやめる。
  - 同年5月、皇居宮殿で火事があり赤坂離宮に避難し、爾来そこを仮御所として住居にする。
  - 同年6月13日、下野国甘楽郡富岡（群馬県富岡市）の富岡製糸場に行啓する。同月28日に還啓。
  - 同年8月3日、明治天皇と共に箱根離宮に行幸啓する。同月31日に還幸啓。
  - 同年12月7日、天皇と共に現在の神奈川県横須賀市にあった横須賀造船所に行幸啓する。同月8日に還幸啓。
- 1875年（明治8年）11月29日、東京女子高等師範学校（現在のお茶の水女子大学）の開業式に臨席する。
- 1876年（明治9年）6月2日、明治天皇奥州地方巡幸の見送りのため、皇后宮千住駅に行啓する。
  - 同年11月20日、京都に行啓する。同年12月5日に京都御所に到着する。
- 1877年（明治10年）2月28日、明治天皇と共に皇族として史上初の蒸気船・廣島丸に乗り、同月30日に横浜港に入港し東京に還幸啓する。
  - 同年10月26日、天皇と共に東京の上野公園に行幸啓し、第一回内国勧業博覧会を巡覧する。
  - 同年11月27日、義母英照皇太后と共に、女子師範学校幼稚園と紙幣局製造場に行啓する。
- 1878年（明治11年）3月25日、天皇と共に日比谷原において大日本帝国陸軍近衛兵らの操練を巡覧する。
- 1879年（明治12年）4月28日、横浜に行啓する。軍艦『扶桑』・『金剛』・『比叡』等を巡覧する。
  - 同年5月29日、ドイツ帝国の皇族・ハインリッヒ皇子と謁見する。
  - 同年7月4日、第18代アメリカ合衆国大統領のユリシーズ・グラント将軍夫妻と謁見する。
  - 同年11月27日、宮城・吹上御苑において、島津忠義傳家の犬追物を観覧する。
- 1880年（明治13年）3月22日、皇居・吹上御苑において松浦詮等の騎射犬追物を観覧する。
- 1881年（明治14年）5月25日、横浜から軍艦『迅鯨』に乗艦し横須賀を行啓する。
  - 同年6月2日、武蔵府中連光寺河原に行啓し、鮎漁を観覧する。
- 1882年（明治15年）6月21日、向島に行啓し、隅田川で催されていた海兵の短艇競漕を台覧する。
- 1883年（明治16年）9月、香川敬三皇后宮大夫に命じ、皇太子嘉仁親王に心身安全のため、島根県・出雲大社へ毎年正月九日に両度供物を献上し祈祷する。
- 1885年（明治18年）7月8日、現在の東京都品川区にあった伊藤博文邸に行啓する。
- 1886年（明治19年）3月30日、軍艦『武蔵』の進水式に行啓する。
  - 同年7月30日、華族女学校（現在の学習院女子中・高等科の前身）行啓で洋装を公にする。
  - 同年11月26日、明治天皇と共に相模国長浦（当時）に行幸啓し、軍艦『浪速』・『高千穂』に試乗する。
- 1887年（明治20年）1月17日、女性の洋服の着用を奨励する「思召書」を出す。
  - 1月25日、天皇と共に孝明天皇二十年祭のため京都に行幸啓する、2月21日京都発で同月23日に武豊港より軍艦『浪速』に乗艦し24日に横浜港に到着。
  - 同年5月、有志共立東京病院に約2万円（1200万円相当）を下賜。病院に「慈恵」という名を与え、「東京慈恵医院（現在の東京慈恵会医科大学附属病院）」と改称する。
- 1888年（明治21年）10月15日、横須賀で軍艦『高雄』の命名式に行啓する。
  - 同年11月21日、天皇と共に現在の埼玉県さいたま市に行幸啓。大日本帝国陸軍近衛兵の演習を台覧する。
- 1889年（明治22年）2月12日、東京・上野公園へ行啓、憲法発布祝賀会に臨御する。
- 1894年（明治27年）3月9日、大婚二十五年御祝典（銀婚式）を挙行する。
  - 同年4月19日、横須賀に行啓し、新造艦『松島』・『吉野』・『千代田』を台覧する。
- 1897年（明治30年）1月11日、英照皇太后崩御、4月17日、京都に行啓し英照皇太后御陵を参拝する。
- 1898年（明治31年）4月8日、東京の上野公園に行啓し、「奠都三十周年祝賀会」に臨御する。
  - 同年11月28日、横須賀に行啓する。軍艦『八島』に乗船し、艦橋上より軍艦『富士』・『高砂』を台覧する。
- 1902年（明治35年）11月15日、神奈川県横須賀市で軍艦『新高』の進水式に行啓する。
- 1903年（明治36年）4月23日、明治天皇と共に大阪に行幸啓し、第五回勧業博覧会・連日博覧会を観覧し、5月11日に東京に還啓。
- 1907年（明治40年）10月21日、横須賀で軍艦『鞍馬』の進水式に行啓する。
- 1909年（明治42年）1月15日、沼津御用邸へ避寒のために行啓する。
- 1910年（明治43年）4月27日、観桜会（園遊会）のため赤坂御用地へ行啓する。同28日、慈恵病院へ行啓する。
- 1911年（明治44年）5月18日、伊勢神宮参拝のため東京を出御し、名古屋に一泊する。同19日に山田に到着し外宮を参拝し、21日に内宮参拝し還啓。
- 1912年（明治45年/大正元年）
  - 5月8日、ドイツ帝国のヴァルデマール皇子と謁見する。
  - 4月、国際赤十字に対して10万円を下賜、これを基金として「昭憲皇太后基金」が国際赤十字に設立され、それまで戦時救護だった赤十字活動に平時救護の理念が導入された。
  - 7月18日、明治天皇が倒れ、以後毎晩看護する。
  - 7月30日、明治天皇崩御、皇太后となる。
  - 10月13日、桃山御陵参拝。同月17日還啓。
- 1913年（大正2年）7月21日、沼津御用邸より還啓し青山御所に入る。
- 1914年（大正3年）
  - 3月26日、狭心症の発作を起こす。
  - 4月9日、午前1時50分に崩御。64歳没。公式発表では「4月9日に重体に陥り、同月10日午後11時25分に東京に還啓し、11日午前2時50分崩御」。
  - 5月9日、追号を『昭憲皇太后（しょうけんこうたいごう）』に治定する（大正天皇勅定）。
  - 5月24日、大喪儀を執行。同月25日に東京発。これに際しては、山手線支線に臨時駅の葬場殿駅が設置された[19]
  - 5月26日、京都府紀伊郡堀内村字堀内古城山（当時）にて斂葬の儀を執行。

## 逸話
- 1884年（明治17年）に宮中改革を巡って、明治天皇との関係が悪化していた伊藤博文が病気で倒れた際には、天皇に代わって見舞いの使者を出して両者の仲直りのきっかけを作った。また、同年に宮内大輔の吉井友実が以前に社長を務めていた日本鉄道の上野 - 高崎間開通式典に出席した際に、明治天皇は出席に乗り気ではなく天気も一日中雨であったが、皇后は終始笑顔で応対し吉井を感激させた（吉井の宮島誠一郎宛書簡）。
- 明治時代になって、大政奉還により再び朝廷に政権が返上された事により、江戸幕府の大奥や西洋の宮廷の例のように、皇后や周辺が国政に関与する可能性も生じたが、自らを戒め、国政には直接関与しなかった。また、香川敬三や下田歌子など側近を得て、近代日本の皇后像を確立した。
- 1904年（明治37年）2月、「日露戦争の前夜、葉山の御用邸に滞在の折、37、38歳の武士が白衣で皇后の夢枕に立ち、戦いの際の海軍守護を誓った」という。宮内大臣田中光顕に下問したところ、田中は「坂本龍馬の霊である」とし、これが新聞に掲載されて国民の士気を鼓舞し、霊山官祭招魂社内にある坂本龍馬の墓前に忠魂碑が建立されるに至った。また龍馬の死後落魄していた未亡人のお龍が世間に再評価されるきっかけともなった。
- その当時の日本女性には珍しく鼻筋の通った顔立ちであり、からかい混じりに明治天皇から「テングサン（天狗さん）」と渾名されていたという[20]。
- 天皇の前では決して吸うことはなかったが、大変なパイプ好きであったという。
- 趣味は庭園の池での魚釣り[21]。

## 追号について
「皇后」、「皇太后」、「太皇太后」の3つの身位の序列は、大宝律令では「1.太皇太后、2.皇太后、3.皇后」の順と定められていたが、皇族身位令制定によって「1.皇后、2.太皇太后、3.皇太后」の順に改められ、諡号・追号には生前帯びていた身位のうち最高のものをつけることになった。
皇后であった彼女の追号は、本来なら「昭憲皇后（しょうけんこうごう）」となるはずだった。だが、崩御時に大正天皇の勅定により贈られた追号は皇族身位令に従っていない「昭憲皇太后（しょうけんこうたいごう）」であった。
こうなった理由は、孝明天皇の正妻であり明治天皇の「実母」（嫡母）だった英照皇太后の追号が「皇太后」だったことから、誤ってそれに倣って命名してしまったものといわれている。英照皇太后は正妻ではあったものの、立后の意向を示した孝明天皇に幕府が反対して皇后には冊立されず、女御・准三宮のみを宣下され、明治天皇の即位に伴って皇太后とされたので、その追号は正確なものだったが、女御宣下と同時に立后された昭憲皇太后にはこれは当てはまらない。また、皇族身位令自体が1910年（明治43年）に制定され、そのわずか4年後に崩御したので、いまだその内容が充分に定着していなかったことも影響していると考えられる。
昭憲皇太后を祭神とする明治神宮は公式ホームページで「宮内大臣が昭憲さまのご追号を皇后に改めないで、『昭憲皇太后』としてそのまま大正天皇に上奏し御裁可となった」「この上奏の時点で間違いが生じました」として当時の宮内大臣の不手際を挙げている（上述の通り、昭憲皇太后が崩御した4月9日に宮内大臣が渡辺千秋から波多野敬直に交代しており、4月11日に崩御の事実が公表された）。
追号は勅裁（天皇の裁定）により定められたものなので、誤りが判明しても「綸言汗の如し」としてこれを改めることが出来ず、現在に至っている。明治神宮は、1920年（大正9年）と1963年（昭和38年）の2度にわたって「昭憲皇后」への改号を当時の宮内省、宮内庁に要請しているが、いずれも却下されている。
皇族身位令は1947年（昭和22年）に廃止されたが、1951年（昭和26年）に崩御した貞明皇后（皇太后節子）は、旧皇族身位令に準じて生前の最高位が皇后だったことを反映した追号を贈られている。また、2000年（平成12年）に崩御した香淳皇后（皇太后良子）も同様に同令に準じて生前の最高位である「皇后」の追号を贈られている。

## 著作

### 御製
- 『昭憲皇太后御製大全集』 全47冊
- 『類纂新輯昭憲皇太后御集』、明治神宮編、1990年11月

### 公伝
- 『昭憲皇太后実録』全3巻組、明治神宮監修、吉川弘文館、2014年4月

### その他
- 御製碑 - 東京都多摩市連光寺5丁目に所在する東京都立桜ヶ丘公園・園内の「大松山」に所在。1928年11月18日、田中光顕の謹書により建立された[22][23]。この御製は、1884年にかつて運営された「連光寺村御猟場」での兎狩で詠まれた2首であり、明治天皇の御製1首も同様に刻まれている[22][23]。

## 栄典

### 日本
| 受章年                    | 略綬 | 勲章名       | 備考 |
| ------------------------- | ---- | ------------ | ---- |
| 1888年（明治21年）11月1日 |      | 勲一等宝冠章 |      |

### 外国
以下は『明治時代の勲章外交儀礼』による。
| 受章年                     | 国籍           | 略綬 | 勲章名                   | 備考 |
| -------------------------- | -------------- | ---- | ------------------------ | ---- |
| 1887年（明治20年）12月13日 | ロシア帝国     |      | セントカテリンヌ勲章     |      |
| 1889年（明治22年）11月29日 | スペイン王国   |      | 王妃マリア・ルイーザ勲章 |      |
| 1899年（明治32年）10月28日 | シャム王国     |      | マハ・チャクリ最高勲章   |      |
| 1903年（明治36年）5月19日  | ドイツ帝国     |      | ルイーゼ勲章             |      |
| 1904年（明治37年）2月29日  | バイエルン王国 |      | 金剛石付テレジエン勲章   |      |
| 1908年（明治41年）7月27日  | 大韓帝国       |      | 瑞鳳大綬章               |      |

## 題材とされた作品

### テレビ番組
- 時空超越ドラマ&ドキュメント「美子伝説」（2018年1月2日放送、NHK BSプレミアム）美子皇后役：田中麗奈
- NHKドキュメンタリー「皇后四代〜思いは時を超えて〜」（2019年4月29日放送、NHK BSプレミアム）[25]

### 演じた俳優
- 伊藤榮子 - テレビドラマ・『明治天皇』（1966年、日本テレビ）[26]
- 高倉みゆき - 映画『天皇・皇后と日清戦争』（1958年新東宝）映画『明治大帝と乃木将軍』（1959年新東宝）
- 松尾嘉代 - 映画『二百三高地』（1980年東映）
- 以上すべての作品において、明治天皇の3歳年長であった史実は無視されて若い女優が起用されている。天皇役の男優に対し、伊藤は30歳年少、高倉は32歳年少、松尾は23歳年少である。

### 書籍
- 山川三千子著『女官』（実業之日本社 1960年)
  - 新版『女官－明治宮中出仕の記』（講談社学術文庫、2016年）